# Kotkansaari
Kotkansaari est une île du golfe de Finlande et elle est le centre de la ville de Kotka.
L'île fait partie de l'archipel de Kotka.

## Présentation
L'île de Kotkansaari est officiellement formée de 5 quartiers: Kotkansaari 1,2,3 et 4 ainsi que Katariina. 
Le quartier de Kotkansaari a 10519 habitants et celui de Katariina a 598 habitants (2016).

## Architecture
Parmi les édifices du 19e siècle

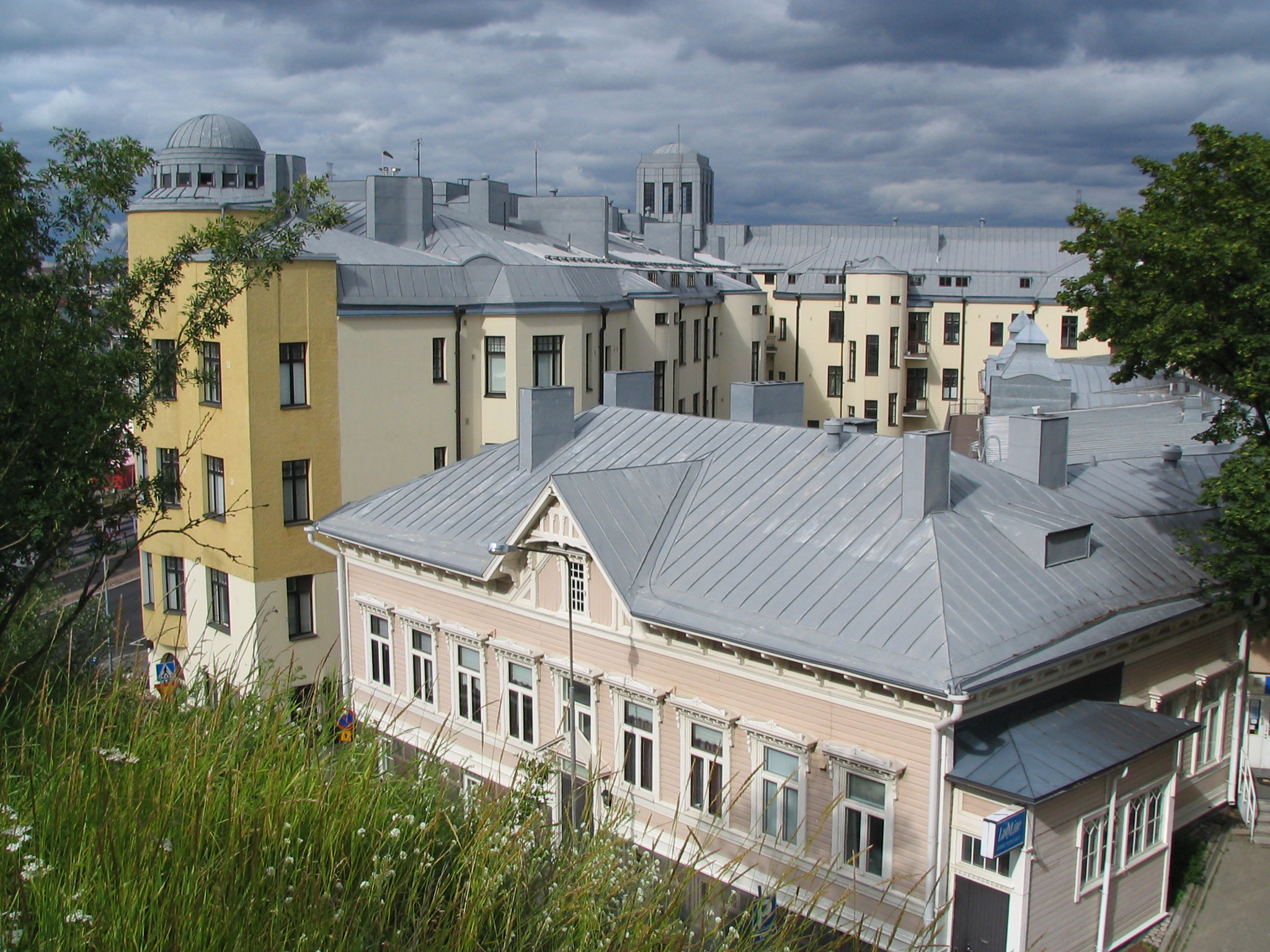
Rue Ruotsinsalmenkatu.

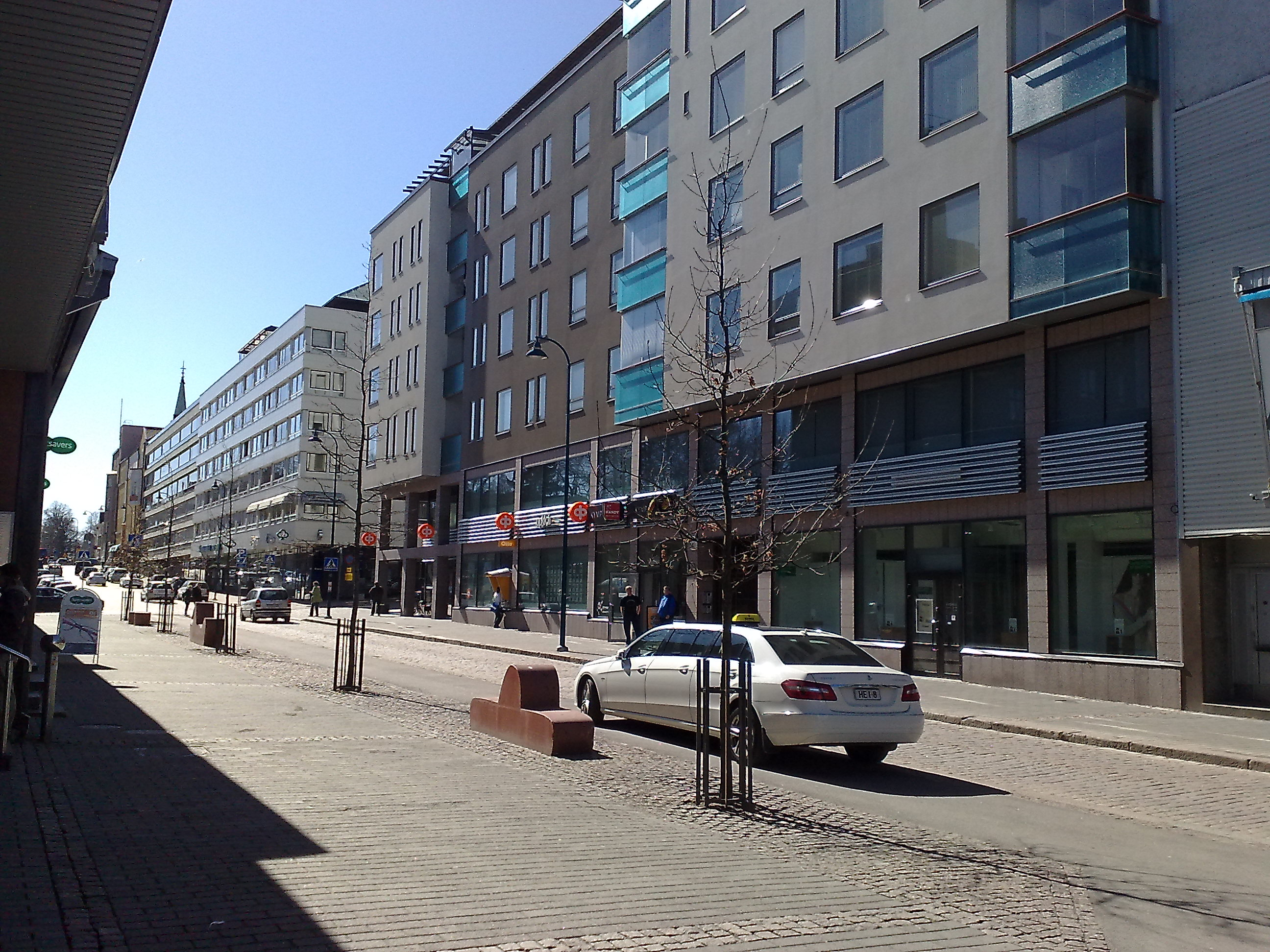
Rue Kirkkokatu.

- Ancienne caserne des pompiers de Kotka, 1898
- Maison Stella, Grahn, Hedman & Wasastjerna, 1896
- Église de Kotka, Josef Stenbäck, 1898,

Parmi les édifices du début du 20e siècle
- Lycée de Kotka, Bâtiment Arctus: Usko Nyström, Albert Petrelius, Vilho Penttilä, 1905
- Maison des concerts de Kotka, Eliel Saarinen et Herman Gesellius), 1907
- Maison de la justice de Kotka, Gustaf Nyström, 1909
- Lycée de Kotka, Bâtiment Globus, (Werner von Essen, Kauno Kallio, Emanuel Ikäläinen, 1911
- Maison des grossistes, Vilho Penttilä, 1912,
- Bureau du port, (Waldemar Aspelin, 1908, 1914
- Tour d'observation de Haukkavuori, Jussi Paatela, 1914)
- Maison Heiliö, Akseli Toivonen, 1909–1914
- Hôpital de Kotkansaari, Kaarlo Könönen, 1925
- Club de Kotka, Sven Kuhlefelt, 1926
- Vuorelankulma, Kaarlo Könönen, 1927
- Théâtre municipal,  1927

Parmi les constructions de style fonctionnaliste
- Ancienne banque suomalainen Säästöpankki, Pauli Blomstedt, 1934
- Mairie de Kotka, Erkki Huttunen, 1934

Parmi les bâtiments plus modernes
- Bibliothèque municipale de Kotka, Lauri Heinänen, Mikael Enegren, Juha Rouhiainen, 1978
- Immeuble de bureaux de l’État, Kaarina Löfström, 1994
- Maretarium, David Newman et Mirja Tommila, 2002
- Datariina, Georg Wikström 1937, Viljo Johannes Myyrinmaa 1956, Mirja Tommila, 2004 et 2008
- Centre des bateaux en bois de Finlande, Ilmari Lahdelma, Rainer Mahlamäki, 2008
- Centre maritime de Vellamo, Ilmari Lahdelma, 2008

## Parcs et jardins
- Isopuisto
- Palotorninvuorenpuisto
- Parc de Sibelius
- Katariinan meripuisto
- Fuksinpuisto
- Promenade des sculptures de Kotka
- Parc Toivo Pekkanen
- Parc aquatique de Sapokka

## Galerie

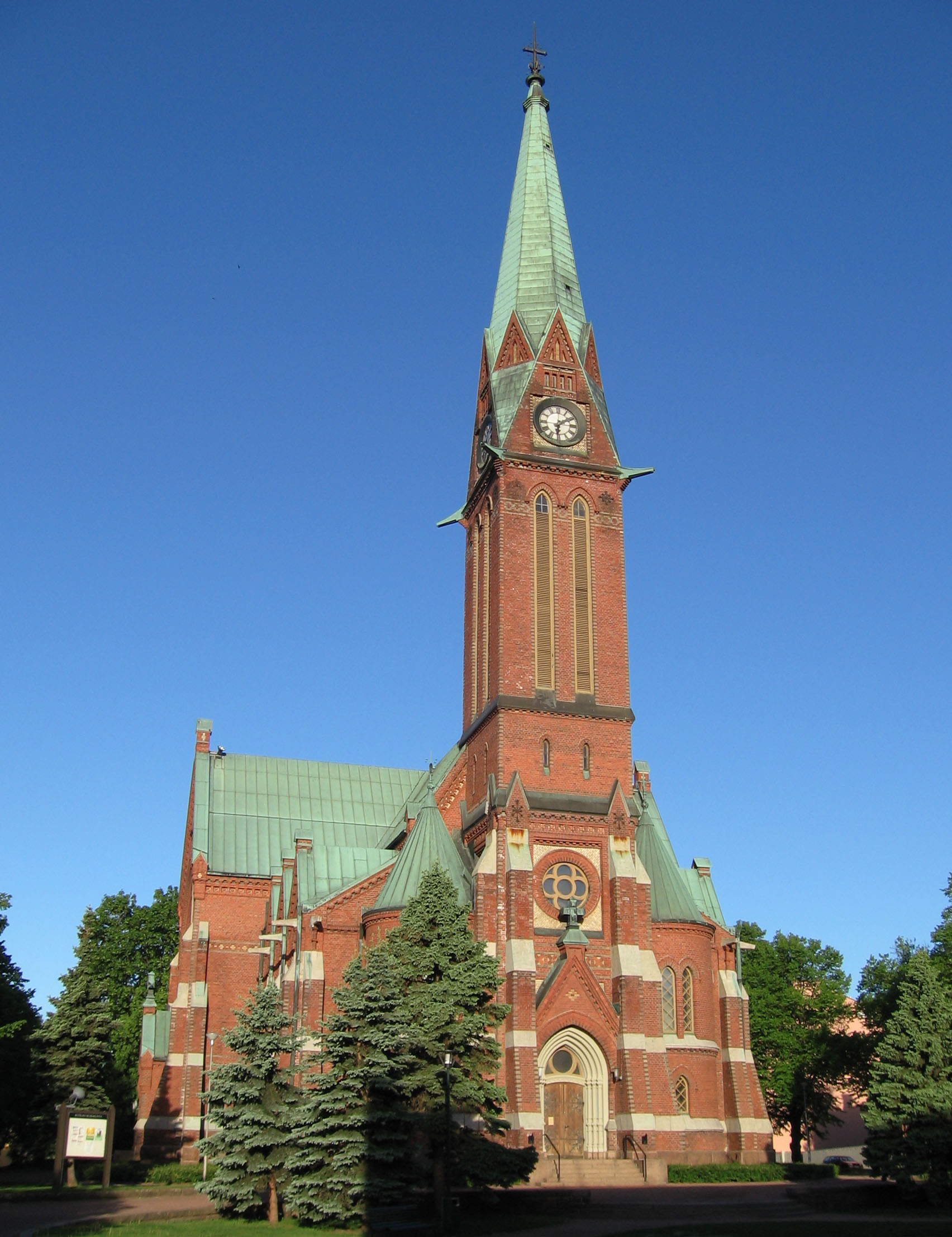
Église de Kotka
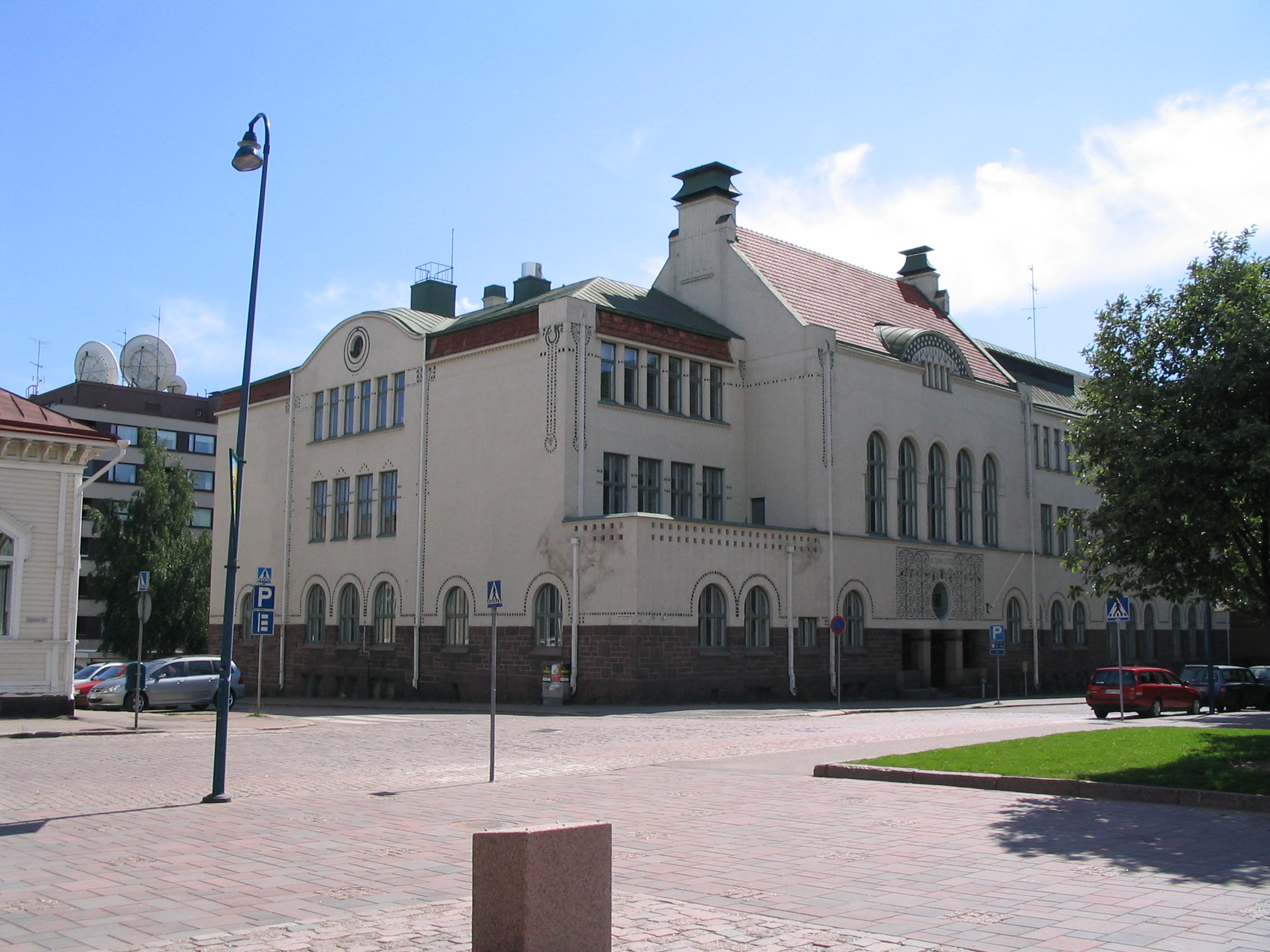
Lycée de Kotka
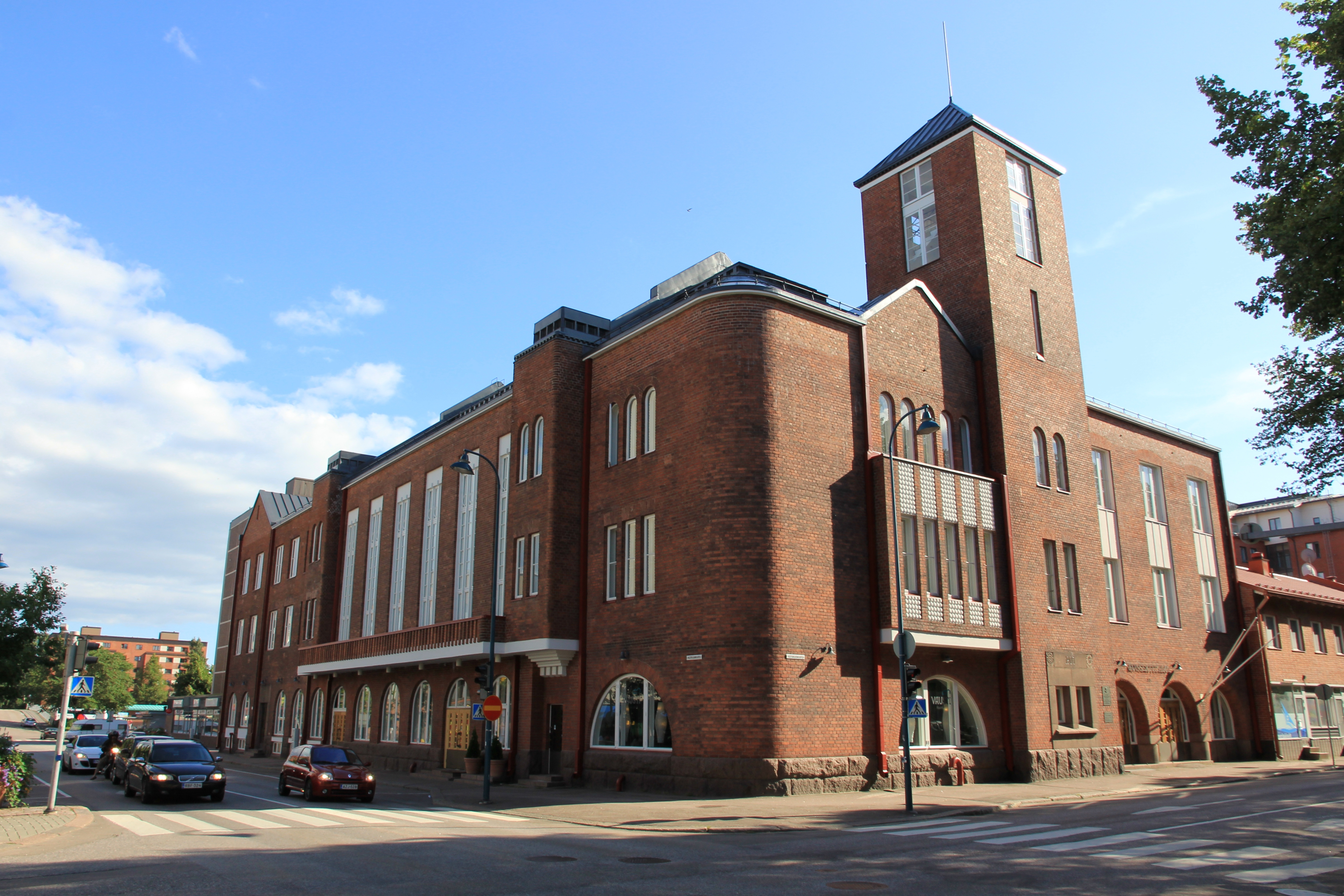
Maison des concerts de Kotka
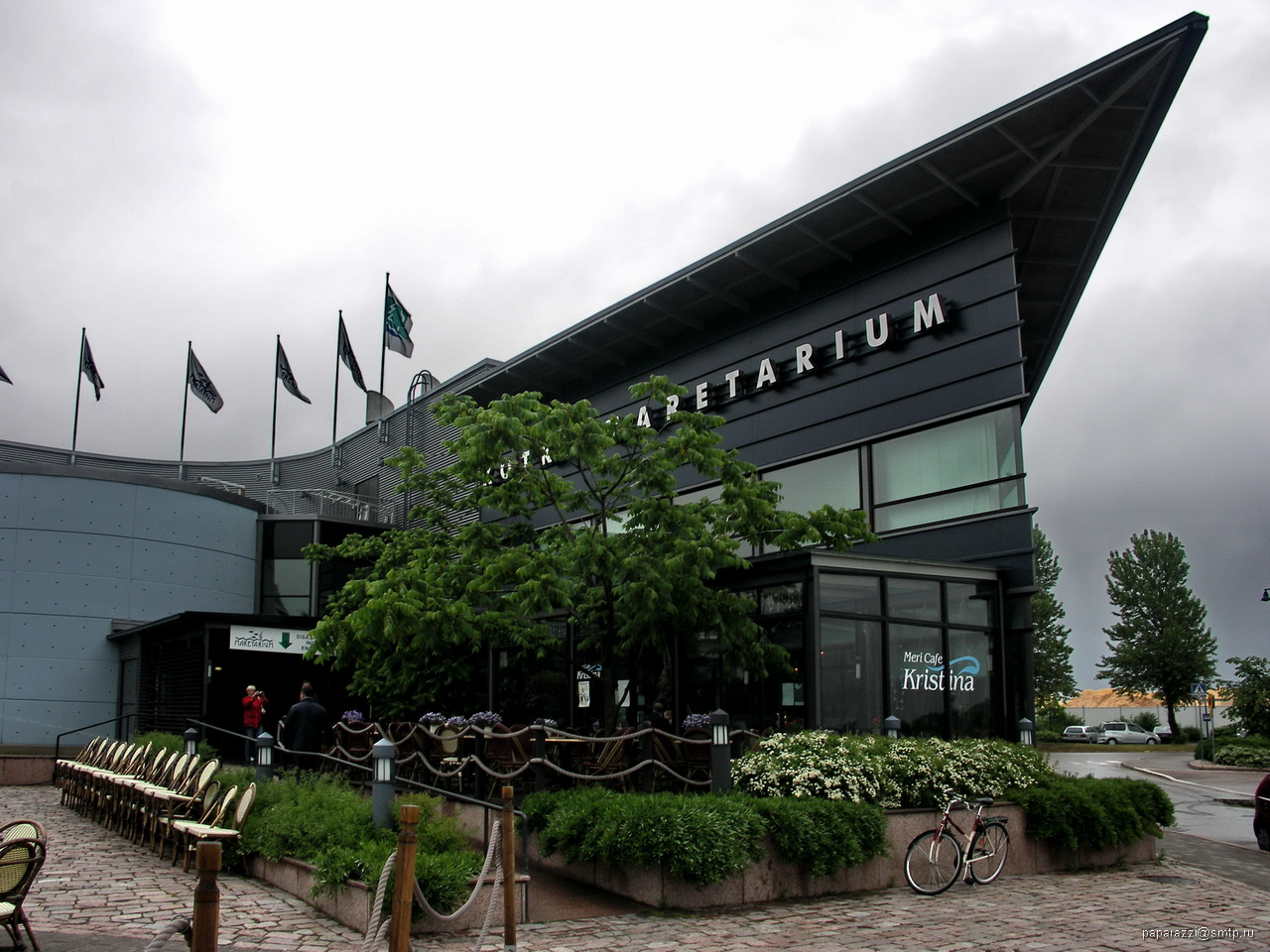
Maretarium
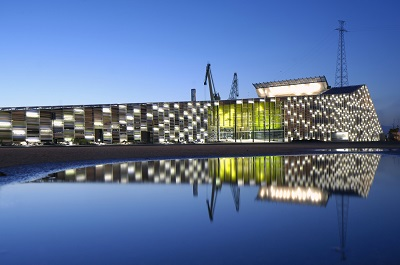
Centre maritime de Vellamo
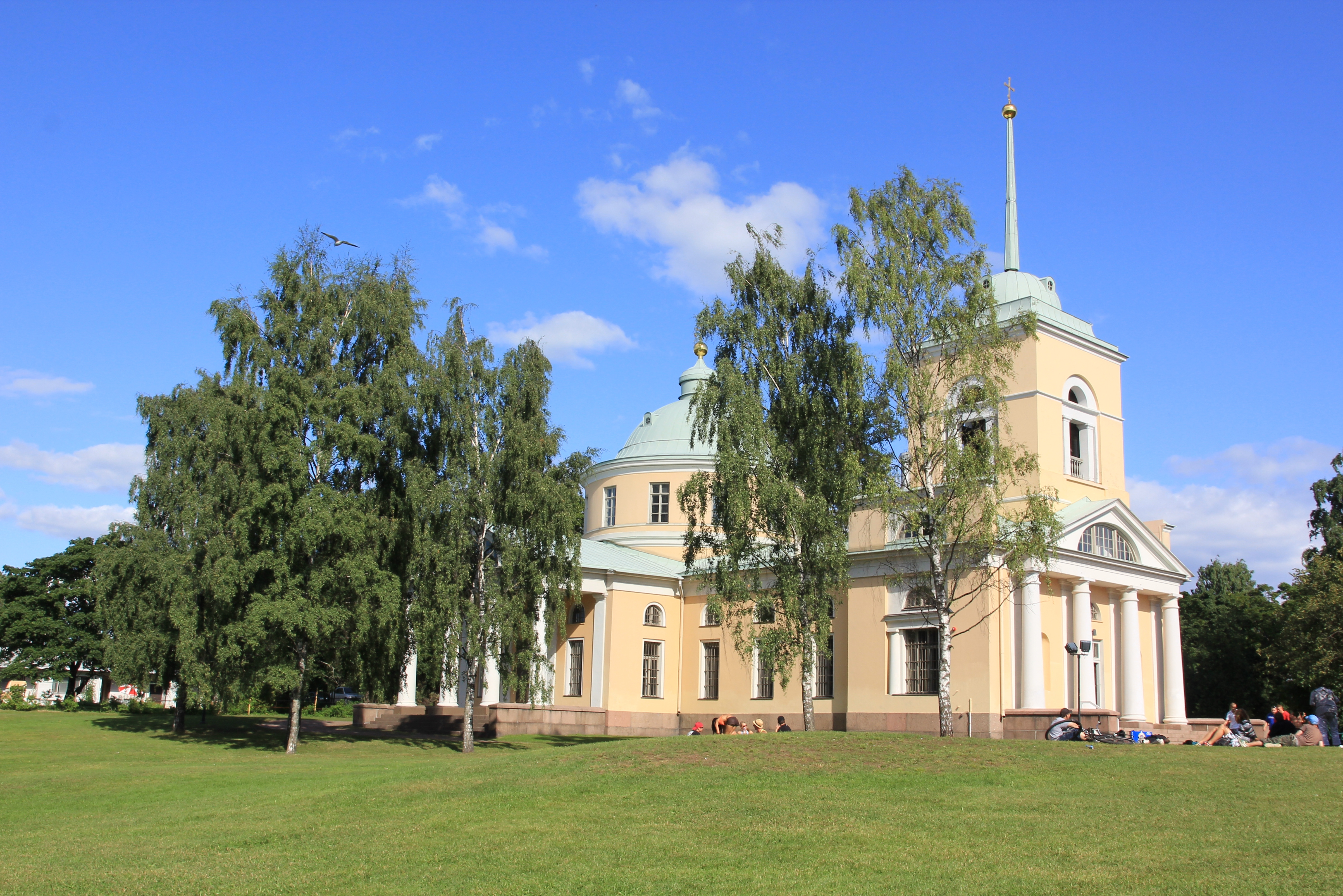
Église Saint-Nicolas
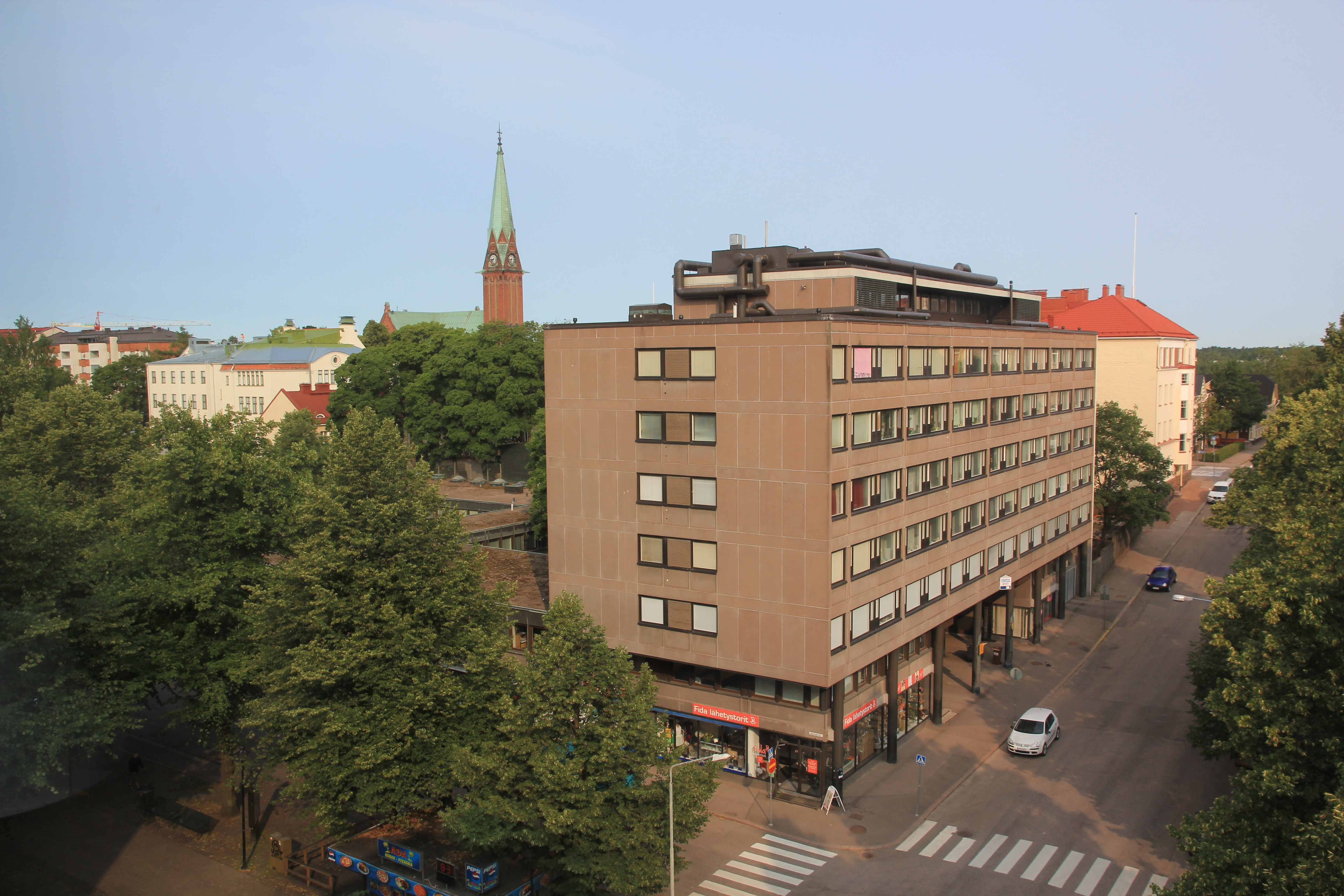
Croisement de Mariankatu et Kaivokatu.